# Hirasea diplomphalus
Hirasea diplomphalus es una especie de molusco gasterópodo de la familia Endodontidae en el orden de los Stylommatophora.

## Distribución geográfica
Se encuentra solo en Japón.